# المفوضية الأسترالية لحقوق الإنسان
المفوضية الأسترالية لحقوق الإنسان هي مؤسسة حقوق الإنسان محلية تأسست عام 1986 في بادئ الأمر باسم لجنة حقوق الإنسان والفرص المتساوية ثم عدّل اسمها عام 2008. وهي عبارة عن جهاز تشريعي مُمول من قبل الحكومة الأسترالية لكنه يعمل بصفة مستقلة عنها. وهي مسؤولة عن التحقيق في أمر دعاوي انتهاك حقوق الإنسان بموجب قوانين أستراليا المضادة للتمييز. وتتضمن القضايا التي تختص اللجنة بالتحقيق فيها طبقًا لتنظيمات المفوضية الأسترالية لحقوق الإنسان لعام 1989: «التمييز على أساس العرق أو الجنسية أو اللون أو الإثنية أو العمر أو الجنس أو الحالة المدنية أو التوجه الجنسي أو الهوية الجندرية أو الازدواجية الجنسية أو المشاركة في أنشطة النقابة المهنية أو السجلات الجنائية أو السجلات الطبية أو الإعاقة الجسدية، بالإضافة إلى الممارسات العنصرية، والتحرش الجنسي، والتمييز ضد السيدات الحبالى أو المرضعات».

## تشريعات ذات صلة
تختص المفوضية بالتحقيق في أمر دعاوي انتهاك حقوق الإنسان بموجب التشريعات الفيدرالية الآتية:
- قانون مكافحة التمييز العرقي لعام 1975
- قانون مكافحة التمييز الجنسي لعام 1984
- قانون مكافحة التمييز ضد ذوي الإعاقة لعام 1992
- قانون مكافحة التمييز على أساس العمر لعام 2004
- قانون المفوضية الأسترالية لحقوق الإنسان لعام 1986
- قانون حماية الخصوصية لعام 1988

## التحقيقات الرسمية
ومن أحد أبرز الوظائف التي تختص بها المفوضية هي إجراء التحقيقات الرسمية. وتتضمن القضايا التي تم التحقيق فيها على سبيل المثال:
- التمييز ضد الأزواج المثلية في مكان العمل وفي الأحوال المالية.
- فصل أطفال سكان أستراليا الأصليين وسكان جزر مضيق توريس عن عائلاتهم.
- احتجاز الأطفال داخل مراكز اعتقال المهاجرين (عام 2004).[2]
- احتجاز الأطفال داخل مراكز اعتقال المهاجرين (عام 2014، وهي قضية مستمرة بداية من 9 يناير 2014).[3]
- قضية الأطفال المشردين.
- التمييز ضد السيدات الحبالى.
- إمكانية وصول خدمات التجارة الإلكترونية وخدمات تكنولوجيا المعلومات إلى المواطنين المسنين وذوي الإعاقة.
- حقوق الإنسان والتوعية بأصول الحكم الصالح في منطقة جنوب شرق آسيا.

## الهوية الجندرية والتوجه الجنسي
حاول بعض أعضاء البرلمان من الحزب الأخضر والحزب الديمقراطي الأسترالي سن قوانين تسمح بإضافة بنود التوجه الجنسي والهوية الجندرية إلى قائمة القضايا التي تختص بها المفوضية، ولكن رُفضت جميع تلك المحاولات من قبل أحد مجلسي البرلمان على الأقل منذ عام 1995، وقد يرجع ذلك إلى غياب دعم حزب العمال الأسترالي والائتلاف الليبرالي الوطني في البرلمان الفيدرالي.
وفي أواخر عام 2010 أعلنت حكومة حزب العمال عن نيتها لمراجعة قوانين مكافحة التمييز الفيدرالية، وذلك بهدف إنشاء قانون موحد لتحقيق المساواة مما يتضمن تحقيق المساواة على أساس التوجه الجنسي والهوية الجندرية. ولكن عدلت الحكومة عن ذلك المشروع وقدمت مشروعًا بديلًا عنه كما هو مذكور أدناه.
في 25 يونيو 2013 أصدر البرلمان الأسترالي مشروع قانون لإصلاح قوانين مكافحة التمييز الجنسي (مما يتضمن التمييز على أساس التوجه الجنسي، والهوية الجندرية، وازدواجية الجنس)، وحظى القانون على دعم الأغلبية الكاسحة في كلى المجلسين، ثم صدق عليه الحاكم العام بعد ثلاثة أيام. ودخل القانون حيز التنفيذ في 1 أغسطس 2013، وبناء عليه تم تجريم التمييز ضد المثليين، والمثليات، ومزدوجي التوجه، والمتحولين جنسيًا، ومزدوجي الجنس (لأول مرة في العالم) على مستوى محلي. مما يعني أنه لم يعد أمرًا مباحًا أن تقوم أديرة رعاية المسنين المملوكة لمنظمات دينية أن تحرم الأفراد من خدماتها بناءً على توجههم الجنسي أو علاقاتهم المثلية. ولكن تُستثنى المدارس الخاصة والمستشفيات التابعة لمنظمات دينية من بنود منع التمييز على أساس التوجه الجنسي أو الهوية الجندرية بموجب هذا القانون. أما بالنسبة للتمييز ضد مزدوجي الجنس فلا يستثنى من ذلك أي منظمة دينية.

## جوائز وأوسمة حقوق الإنسان
بداية من عام 1987 يُعقد حفل توزيع جوائز حقوق الإنسان بجانب فعاليات حفل توزيع الأوسمة والجوائز برعاية مفوضية حقوق الإنسان.
ويعتبر وسام حقوق الإنسان أرفع جائزة يُمكن منحها للأفراد، وهي تُمنح كمكافأة «للاسهامات البارزة في قضايا حقوق الإنسان في أستراليا».
وفي عام 2008 مُنحت ميدالية حقوق الإنسان للشباب لأول مرة.
وتتضمن الجوائز الأخرى:
- جائزة مجتمع حقوق الإنسان للأفراد.
- جائزة مجتمع حقوق الإنسان للمنظمات.
- جائزة راديو حقوق الإنسان.
- جائزة تلفاز حقوق الإنسان.
- جائزة وسائل الإعلام المطبوعة لحقوق الإنسان.
- جائزة الفنون الواقعية لحقوق الإنسان.
- جائزة القانون لحقوق الإنسان – برعاية مجلس القانون الأسترالي.

## المكانة العالمية
وتحتل المفوضية مكانة وسط 70 مؤسسة حقوق إنسان محلية (NHRIs) مُصدقة من قبل اللجنة التنظيمية الدولية لمؤسسات حقوق الإنسان المحلية (ICC)، وهي بدورها عبارة عن كيان تحت رعاية مكتب مندوب الأمم المتحدة السامي لحقوق الإنسان (OHCHR). وتحتل المفوضية «المرتبة أ» مما يسمح لها بالوصول إلى نظام الأمم المتحدة لحقوق الإنسان بصفة خاصة، وذلك إلى جانب حق الكلام في مجلس حقوق الإنسان والمجالس الأخرى. ويحق للمفوضية أن تعرض التقارير بصفة متوازية على اللجان التعاهدية في الأمم المتحدة، وتنظر تلك التقارير في مدى التزام أستراليا بالوثائق الدولية لحقوق الإنسان. وتعمل المفوضية بجهد مستمر على تطوير مؤسسات حقوق الإنسان المحلية في أنحاء منطقة جنوب شرق آسيا.